# パブロ・トラペロ
パブロ・トラペロ（Pablo Trapero, 1971年10月4日 - ）は、アルゼンチンの映画監督、映画プロデューサー、脚本家、編集技師である。

## キャリア
2010年の映画『ハゲ鷹と女医』が第83回アカデミー賞外国語映画賞でのアルゼンチン代表作品となったが、最終選考には残らなかった。この作品は銀のコンドル賞で作品賞を受賞した。
2012年の映画『Elefante blanco』は第65回カンヌ国際映画祭のある視点部門で上映された。
2014年にトラペロは第67回カンヌ国際映画祭ある視点部門の審査員長を務めた。
2015年の映画『エル・クラン』は第72回ヴェネツィア国際映画祭のコンペティション部門で上映され、銀獅子賞を獲得した。

## 主なフィルモグラフィ
- Mundo grúa (1999) 監督・製作・脚本
- El bonaerense (2002) 監督・製作・脚本
- La mecha (2003) 製作
- Familia rodante (2004) 監督・製作・脚本
- Mi mejor enemigo (2005) 製作
- Géminis (2005) 製作
- Nacido y criado (2006) 監督・製作・脚本・編集
- Leonera (2008) 監督・製作・脚本・編集
- ハゲ鷹と女医 Carancho (2010) 監督・製作・脚本・編集
- La vida nueva (2011) 製作
- Elefante blanco (2012) 監督・製作・製作総指揮・脚本・編集
- セブン・デイズ・イン・ハバナ 7 días en La Habana (2012) セグメント「ジャムセッション/火曜日」、監督・脚本・編集
- エル・クラン El Clan (2015) 監督・製作・脚本・編集